# Víctor Muñoz (escritor)
Víctor Muñoz (Ciudad de Guatemala, 12 de noviembre de 1950)  es un novelista, cuentista y poeta guatemalteco. Es una figura importante en el ámbito literario de su país, con una obra caracterizada por un humor irónico, así como por sus personajes con vidas amargas y grises.

## Biografía
Las primeras publicaciones de Víctor Muñoz dieron relevancia en la década de 1970, cuando publicó un relato corto semanal en las páginas del diario El Imparcial. Fruto de ese período, en 1978 publica el libro de cuentos Atelor, su mamá y sus desgracias personales. En 1979 se integra plenamente al panorama de las letras de su país a partir de la antología Joven Narrativa Guatemalteca (1979, editorial Rin 78), de la escritora Lucrecia Méndez Penedo. A partir de esta experiencia forma grupo con escritores como Guadalupe Ojeda, Max Araujo, Carmen Matute, Franz Galich, Dante Liano, Ana María Rodas y Adolfo Méndez Vides entre otros. En 1983 publica el libro de cuentos Yo lo que quiero es que se detenga el tren, y al igual que en su primer libro, reúne relatos cortos publicados anteriormente en el diario El Imparcial. En 1985 apareció Instructivo breve para matar al perro y otros relatos sobre la atribulada vida de Bernardo Santos, siendo posteriormente el personaje del título una de las referencias de mayor constancia en su obra. En 1988 publica Serie de relatos entre los que se encuentra el famoso relato breve mediante el cual se da a conocer la fuerza del cariño aplicado a un caso concreto pero ya probablemente perdido.
En 1995 publica su primera novela Todos queremos de todo, una gris sátira política que gira en torno a la relación entre un anónimo personaje y Erasmo, candidato a una diputación en el organismo legislativo de su país. Tres años después, en 1998, con su segunda novela, Sara sonríe de último, obtiene el Premio de Novela Mario Monteforte Toledo. La novela es publicada hasta el año 2001, coincidiendo con la publicación de su libro de cuentos Cuatro relatos de terror y otras historias fieles. En 2004 publica la que es según algunos sectores de la crítica su mejor obra, la novela corta Collado ante las irreparables ofensas de la vida, merecedora de una primera mención en I Premio nacional de novela corta "Luis de Lion". En 2006 publica el libro de cuentos Postdata: ya no regresó y en 2007 la editorial Palo de Hormigo reedita el libro Instructivo breve para matar al perro y otros relatos sobre la atribulada vida de Bernardo Santos. Además de narrativa ha publicado plaquettes de poesía en edición de autor.

## Obra

### Cuento
- Atelor, su mamá y sus desgracias personales, 1980 Editorial 78.
- Yo lo que quiero es que se detenga el tren, 1983 Editorial  Tipografía Nacional.
- Instructivo breve para matar al perro y otros relatos sobre la atribulada vida de Bernardo Santos, 1985 Editorial Nueva Narrativa. 2.ª edición en 2007 Editorial Palo de Hormigo.
- Serie de relatos entre los que se encuentra el famoso relato breve mediante el cual se da a conocer la fuerza del cariño aplicado a un caso concreto pero ya probablemente perdido, 1998, RIN 78.
- Cuatro relatos de terror y otras historias fieles, 2001  Editorial Palo de Hormigo.
- Postdata: ya no regresó, 2006 Editorial Magna Terra.
- Las amistades inconvenientes, 2010 Editorial Magna Terra.
- "La reina ingrata", 2016 Editorial Santillana

### Novela
- Todos queremos de todo, 1995 Editorial Oscar de León Palacios.
- Sara sonríe de último,  2001  Editorial Magna Terra.
- Collado ante las irreparables ofensas de la vida, 2004  Editorial Magna Terra.
- La segunda muerte de Bernardo Santos.

### Poesía
Poemas, (2000)

## Reconocimientos
- Premio Centroamericano de Novela Mario Monteforte Toledo, 1998, por Sara Sonríe de último.
- Primera mención en I Premio Nacional de novela corta Luis de Lion, 2004.
- Premio Nacional de Literatura "Miguel Ángel Asturias" de Guatemala, 2013.